# Andrea Kushi
Andrea Kushi (* 1884 in Shkodra; † 1959 in Tirana) war ein albanischer Maler.

## Leben und Wirken
Kushi war einer der wichtigsten Vertreter der älteren Generation der albanischen Maler. Er wurde 1884 in Shkodra geboren. Dort verbrachte er seine Kindheit und erhielt erste Impulse durch die Arbeiten des berühmten albanischen Malers Kolë Idromeno. Er studierte zwischen 1912 und 1914 Kunst in Belgrad, aber der Ausbruch des Ersten Weltkrieges zwang ihn, das Studium zu unterbrechen. Erst 1920 konnte Kushi es erfolgreich abschließen. Er kehrte zurück nach Albanien und wurde Kunstlehrer im Gymnasium von Elbasan und später von Tirana.
Kushi widmete sich der Ausbildung junger Maler. 1931 zog er nach Tirana, wo er im gleichen Jahr den ersten offiziellen Zeichnungslehrgang des Landes startete. Daraus entwickelte sich einige Monate später in 1932 die erste Kunstwissenschaftsschule Albaniens (Shkolla e vizatimit). Zwischen 1937 und 1943 lebte der Künstler in Korça und kam dort in Kontakt mit weiteren Maler wie Vangjush Mio und Foto Stamo. 1944 lebte Kushi in Elbasan, bevor er 1947 endgültig nach Tirana zog.
Andrea Kushi war einer der Organisatoren der ersten nationalen Kunstausstellung in Albanien, die im Mai 1931 im Café Kursal von Tirana stattfand. Der Erfolg dieser Ausstellung führte ihn und weitere Maler zur Gründung der Freunde der Kunstgesellschaft (Shoqnia Miqt’ e Artit), welche als Ziel die Errichtung einer Nationalgalerie hatte.

## Werke
Kushis Gemälde bestehen hauptsächlich aus Porträts und Landschaften. In den Porträts wird das Innenleben der Charaktere dargestellt, oft mit dem Gefühl der Beklemmung und Angst, die durch die Schwierigkeiten der Zeit, in der er lebte, hervorgehoben werden. Sehr berühmt sind seine Werke Portret vajze (Porträt eines Mädchens) und Bariu me shkop (Hirte mit Stab).
Gemälde von Kushi können in der Nationalen Kunstgalerie von Tirana und den Galerien von Elbasan und Shkodra bewundert werden.